# Casa Pia AC
Casa Pia Atlético Clube är en portugisisk fotbollsklubb från staden Lissabon. Klubben grundades 1920 och spelar sina hemmamatcher på Estádio Pina Manique.

## Placering tidigare säsonger
| Säsong    | Nivå | Liga            | Placering | Referens | Notering |
| --------- | ---- | --------------- | --------- | -------- | -------- |
| 1938/1938 | 1    | Primeira Liga   | 8         | [ 1 ]    |          |
|           |      |                 |           |          |          |
| 2019/2020 | 2    | Liga Portugal 2 | 18        | [ 2 ]    |          |
| 2020/2021 | 2    | Liga Portugal 2 | 9         | [ 3 ]    |          |
| 2021/2022 | 2    | Liga Portugal 2 | 2         | [ 4 ]    |          |
| 2022/2023 | 1    | Primeira Liga   | 10        |          |          |

## Färger
Casa Pia AC spelar i svart trikåer, bortastället är vit.

### Trikåer
| CASA PIA AC | CASA PIA AC |
| Trikåer     | Trikåer     |
| ----------- | ----------- |
| Hemmakit    | Bortaställ  |
| Hemmakit    | Bortaställ  |

## Trupp
Uppdaterad: 23 juli 2022
| Nr | Land          | Pos | Namn            |
| -- | ------------- | --- | --------------- |
| 1  | Brasilien     | MV  | João Victor     |
| 5  | Portugal      | F   | Leonardo Lelo   |
| 6  | Brasilien     | F   | Derick Poloni   |
| 8  | Brasilien     | MF  | Ângelo Neto     |
| 10 | Guinea-Bissau | MF  | Zidane Banjaqui |
| 11 | Portugal      | A   | Jota Silva      |
| 12 | Brasilien     | F   | Rodrigo Galo    |
| 13 | Portugal      | F   | Vasco Fernandes |
| 14 | Haiti         | A   | Carnejy Antoine |
| 16 | Kap Verde     | MF  | Cuca            |
| 17 | Nigeria       | F   | Kelechi John    |
| 18 | Portugal      | MF  | Víto            |

| Nr | Land                    | Pos | Namn            |
| -- | ----------------------- | --- | --------------- |
| 19 | Bosnien och Hercegovina | MF  | Nermin Zolotić  |
| 22 | Malta                   | F   | Zach Muscat     |
| 27 | Portugal                | MF  | Afonso Taira    |
| 29 | Portugal                | A   | João Vieira     |
| 33 | Angola                  | MV  | Ricardo Batista |
| 55 | Kap Verde               | MF  | Nuno Borges     |
| 68 | Brasilien               | MV  | Lucas Paes      |
| 74 | Sydkorea                | MF  | Kang-min Choi   |
| 91 | Brasilien               | F   | Hebert          |
| 97 | Nigeria                 | A   | Saviour Godwin  |
|    | Kap Verde               | F   | Fernando Varela |
|    | Portugal                | MF  | Diogo Pinto     |